# Alicia Marín
Alicia Marín (17 aprile 1997) è un'arciera spagnola.

## Palmarès
- Giochi europei

Baku 2015: bronzo nella gara individuale.